# Alan Grayson
Pour les articles homonymes, voir Grayson.
Alan Mark Grayson, né le 13 mars 1958 à New York, est un homme politique américain membre du Parti démocrate et élu à la Chambre des représentants des États-Unis pour la Floride.

## Biographie
Grayson est originaire de New York. Il étudie à  Harvard, où il obtient un diplôme de droit et un master en politique publique.

### Carrière politique
Aux élections de 2008, Grayson est élu représentant du 8e district de Floride, une circonscription pourtant acquise aux républicains depuis 26 ans. Devenue une figure libérale au cours de son premier mandat, il devient l'une des principales cibles des conservateurs. Il est largement battu lors du scrutin de 2010 par Daniel Webster (38 % contre 56 %), à l'occasion d'une vague républicaine.
À la suite du redécoupage des circonscriptions, il se présente pour les élections de 2012 dans le 9e district, à 40 % hispanique. Il y est élu représentant avec 25 points d'avance sur son rival. Il est réélu aux législatives de 2014.
Il soutient Bernie Sanders lors des primaires démocrates pour l’élection présidentielle de 2016.
Alors qu'il est candidat aux élections sénatoriales de 2016, l’establishement du Parti démocrate jusqu’au président Barack Obama lui préfère le représentant Patrick Murphy. Harry Reid, chef des démocrates au Sénat, va jusqu’à déclarer publiquement à Grayson : « je veux que tu perdes ». Ils considèrent Grayson comme trop à gauche pour un swing state comme la Floride et en butte à plusieurs problèmes judiciaires comme les accusations de violence sur son ancienne femme ou sa non-déclaration de millions de dollars reçus d'un fonds d'investissement. Les premiers sondages pour la primaire donnent Grayson en tête ou à égalité avec Murphy, mais Murphy prend peu à peu l’ascendant. Lors de la primaire, Grayson est sévèrement battu et ne recueille que 17 % des voix.
En 2018, il tente de récupérer son ancien siège face au démocrate élu pour lui succéder, Darren Soto. Il est cependant largement battu, ne rassemblant que 34 % des suffrages.

### Vie privée
En 1990, il se marie à sa première épouse, Lolita, avec qui il a cinq enfants. Sa femme demande le divorce en 2014 et leur mariage est annulé en 2015, à la suite d'un accord entre les deux parties.
En mai 2016, il épouse Dena Minning, qui est candidate à sa succession dans le 9e district de Floride.

## Positions politiques et controverses
Millionnaire originaire de New York, populiste et détesté par les dirigeants de son propre parti, Grayson  est parfois considéré comme le « Donald Trump de la gauche ».
Il est également réputé pour « son penchant pour la controverse ». Opposant à la guerre d’Irak, il dit avoir du mal à écouter Dick Cheney « en raison du sang qui coule parfois de ses dents ». Défenseur de l’Obamacare, il estime que la seule alternative présentée par les républicains est « ne tombez pas malade » et si cela arrive « mourez rapidement ».
En mars 2016, il est accusé d’utiliser son poste de représentant en faveur de son hedge fund présent aux Îles Caïmans. Il fait l’objet d’une enquête d’une commission indépendante pour ces faits, qui seraient contraire aux règles d’éthique de la Chambre des représentants.